# حبق
الحَبَق  أو الريحان أو صقر هندي (الاسم العلمي: Ocimum) هو جنس نباتي يتبع الفصيلة الشفوية من رتبة الشفويات. جنس نباتات عشبية عطرة مهدها الهند وقد عمت زراعتها. أنواعه عديدة جميعها صغيرة القد فرعاء. أوراقها متقابلة كاملة معنقة لسنة جميلة الخضار. أزهارها سنبلي التجميع تاجي الارتكاز. أزهارها بيض أو وردية. أوراقها وأزهارها فواحة العرف العَطِر.
		بعض السكان المحليين في خليج العقبة أو خليج البحرين يسمون نوع من أنواع النعناع بالحبق (الفوطن).

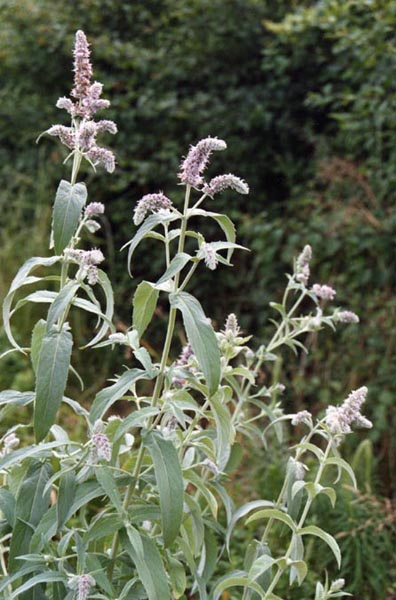
حبق الفوطون

يتم استخدام الحبق (الفوطن) مع المشاريب الساخنة كالشاي.

## أنواع
يوجد عدة أنواع من جنس الحبق:

### أنوع مؤكدة
- حبق إلنبيكي (الاسم العلمي:Ocimum ellenbeckii)
- حبق إيرفني (الاسم العلمي:Ocimum irvinei)
- حبق أبيض رمادي (الاسم العلمي:Ocimum canescens)
- حبق أحادي الفلقة (الاسم العلمي:Ocimum monocotyloides)
- حبق أشعر (الاسم العلمي:Ocimum hirsutissimum)
- حبق أصغر (الاسم العلمي:Ocimum minimum)
- حبق أفريقي (الاسم العلمي:Ocimum x africanum)
- حبق أليف الدولوميت (الاسم العلمي:Ocimum dolomiticola)
- حبق أمريكي (الاسم العلمي:Ocimum americanum)
- حبق أنبوبي الشكل (الاسم العلمي:Ocimum tubiforme)
- حبق بهيج (الاسم العلمي:Ocimum gratissimum)
- حبق بوروندي (الاسم العلمي:Ocimum urundense)
- حبق بيضاوي (الاسم العلمي:Ocimum obovatum)
- حبق بيضوي (الاسم العلمي:Ocimum ovatum)
- حبق تونغاوي (الاسم العلمي:Ocimum amicorum)
- حبق جميل (الاسم العلمي:Ocimum formosum)
- حبق جيمسي (الاسم العلمي:Ocimum jamesii)
- حبق خلنجاني (الاسم العلمي:Ocimum ericoides)
- حبق خيطي (الاسم العلمي:Ocimum filamentosum)
- حبق دواري الأوراق (الاسم العلمي:Ocimum verticillifolium)
- حبق رقيق الأزهار (الاسم العلمي:Ocimum tenuiflorum)
- حبق سنبلي (الاسم العلمي:Ocimum spicatum)
- حبق شجيري (الاسم العلمي:Ocimum fruticosum)
- حبق شفوي (الاسم العلمي:Ocimum labiatum)
- حبق صعتري الأوراق (الاسم العلمي:Ocimum serpyllifolium)
- حبق صغير الأوراق (الاسم العلمي:Ocimum minutiflorum)
- حبق صومالي (الاسم العلمي:Ocimum somaliense)
- حبق ضيق الأوراق (الاسم العلمي:Ocimum angustifolium)
- حبق ظفاري (الاسم العلمي:Ocimum dhofarense)
- حبق عاري الساق (الاسم العلمي:Ocimum nudicaule)
- حبق عبر أمازوني (الاسم العلمي:Ocimum transamazonicum)
- حبق فندنبراندي (الاسم العلمي:Ocimum vandenbrandei)
- حبق فنديريستي (الاسم العلمي:Ocimum vanderystii)
- حبق فورسكاولي (الاسم العلمي:Ocimum forsskaolii)
- حبق فورسكولي (الاسم العلمي:Ocimum forskolei)
- حبق فيشري (الاسم العلمي:Ocimum fischeri)
- حبق قرصي (الاسم العلمي:Ocimum nummularia)
- حبق كبير الأزهار (الاسم العلمي:Ocimum grandiflorum)
- حبق كليمنجاروي (الاسم العلمي:Ocimum kilimandscharicum)
- حبق كودي (الاسم العلمي:Ocimum coddii)
- حبق كوفدونتي (الاسم العلمي:Ocimum cufodontii)
- حبق كيني (الاسم العلمي:Ocimum kenyense)
- حبق لاميوني الأوراق (الاسم العلمي:Ocimum lamiifolium)
- حبق لحمي (الاسم العلمي:Ocimum carnosum)
- حبق ماساي (الاسم العلمي:Ocimum masaiense)
- حبق متحلق (الاسم العلمي:Ocimum circinatum)
- حبق متدلي (الاسم العلمي:Ocimum reclinatum)
- حبق متوابي (الاسم العلمي:Ocimum mitwabense)
- حبق معروف (الاسم العلمي:Ocimum basilicum)
- حبق مفترش (الاسم العلمي:Ocimum decumbens)
- حبق كيني (الاسم العلمي:Ocimum kenyense)
- حبق لاميوني الأوراق (الاسم العلمي:Ocimum lamiifolium)
- حبق لحمي (الاسم العلمي:Ocimum carnosum)
- حبق ماساي (الاسم العلمي:Ocimum masaiense)
- حبق متحلق (الاسم العلمي:Ocimum circinatum)
- حبق متدلي (الاسم العلمي:Ocimum reclinatum)
- حبق متوابي (الاسم العلمي:Ocimum mitwabense)
- حبق معروف (الاسم العلمي:Ocimum basilicum)
- حبق مفترش (الاسم العلمي:Ocimum decumbens)
- حبق منشاري (الاسم العلمي:Ocimum serratum)
- حبق منشاري كاذب (الاسم العلمي:Ocimum pseudoserratum)
- حبق منظاري (الاسم العلمي:Ocimum spectabile)
- حبق مهدب (الاسم العلمي:Ocimum fimbriatum)
- حبق ميرنسي (الاسم العلمي:Ocimum mearnsii)
- حبق نتالي (الاسم العلمي:Ocimum natalense)
- حبق هرمي (الاسم العلمي:Ocimum pyramidatum)
- حبق واتربرغي (الاسم العلمي:Ocimum waterbergense)
- حبق وسط أفريقي (الاسم العلمي:Ocimum centraliafricanum)
- (الاسم العلمي:Ocimum albostellatum)
- (الاسم العلمي:Ocimum burchellianum)
- (الاسم العلمي:Ocimum campechianum)
- (الاسم العلمي:Ocimum dambicola)
- (الاسم العلمي:Ocimum metallorum)
- (الاسم العلمي:Ocimum motjaneanum)
- (الاسم العلمي:Ocimum vihpyense)

### أنوع غير مؤكدة
- حبق إيرنغوي (الاسم العلمي:Ocimum iringoense)
- حبق أرجواني (الاسم العلمي:Ocimum purpurascens)
- حبق بوجيري (الاسم العلمي:Ocimum bojeri)
- حبق ثونينجي (الاسم العلمي:Ocimum thoningii)
- حبق حقلي (الاسم العلمي:Ocimum campestre)
- حبق سدريتي (الاسم العلمي:Ocimum sideritidis)
- حبق فورميغي (الاسم العلمي:Ocimum formigense)
- حبق قرفي (الاسم العلمي:Ocimum cinnamomeum)
- حبق قرنفلي (الاسم العلمي:Ocimum caryophyllatum)
- حبق لساني الأوراق (الاسم العلمي:Ocimum glossophyllum)
- حبق ليموني الرائحة (الاسم العلمي:Ocimum citriodorum)
- حبق متجعد (الاسم العلمي:Ocimum rugosum)
- حبق متعرج (الاسم العلمي:Ocimum flexuosum)
- حبق منحني (الاسم العلمي:Ocimum nutans)
- حبق وبري (الاسم العلمي:Ocimum comosum)
- (الاسم العلمي:Ocimum kunene)
- (الاسم العلمي:Ocimum sanum)